# Vaginismo
Vaginismo é a contração involuntária dos músculos próximos à vagina, dificultando ou até impedindo a penetração pelo pênis na relação sexual. Caracteriza-se por originar um círculo vicioso de ansiedade → tensão → dor → tensão → dor... Tem diagnóstico essencialmente clínico, durante exame em ambulatório ginecológico, sendo observada importante contração reflexa da musculatura peri-vaginal à introdução do dedo ou espéculo, impedindo seu avanço.